# Hôpital américain de Paris
L'hôpital américain de Paris (American Hospital of Paris en anglais) est un établissement de santé multidisciplinaire franco-américain, soutenu par une fondation privée à but non lucratif, fondé en 1906 à Neuilly-sur-Seine, dans la proche banlieue de Paris. Il comprend l'hôpital d'origine ainsi qu'une clinique acquise en 2017. Il est accrédité à la fois par la Joint Commission (en) américaine et la Haute Autorité de santé française.

## Histoire

### Création
En 1904, le docteur Magnin et un de ses amis américain, Harry Anthony van Bergen, décident de créer une association qui a pour but d'offrir aux ressortissants des États-Unis, installés en France ou de passage dans le pays, un accès facilité à des médecins formés outre-Atlantique. Le 15 janvier 1906, avec sept notables de la communauté américaine, Magnin et van Bergen signent l'acte fondateur de l'Hôpital américain de Paris. En juillet 1907 : grâce aux premiers dons recueillis, le banquier John H. Harjes (cofondateur de Morgan, Harjes & Co. (en) et père de Henry Herman Harjes), en tant que président du conseil d'administration, signe l'acte d'achat d'une propriété située à Neuilly-sur-Seine, sur un terrain parallèle à la rue Chauveau, parcelle qui fut naguère l'un des domaines préférés du roi Louis-Philippe,.
Le 28 octobre 1909, l'ambassadeur des États-Unis en France, Henry White, et le ministre de l'Instruction publique, Gaston Doumergue, inaugurent le nouvel hôpital, qui compte alors 24 lits. Le 30 janvier 1913, le Congrès des États-Unis vote une loi reconnaissant la charte de l'Hôpital américain de Paris en lui accordant un statut fédéral, qui lui permet ainsi de recevoir des dons et des legs.

### D'une guerre à l'autre

Photo du lycée Pasteur transformé en hôpital (années 1914-1918).

Durant la Première Guerre mondiale, l'hôpital met en place un service d'ambulances, entièrement assuré par des bénévoles américains (médecins, chirurgiens, infirmières), qui porte assistance à plus de 10 000 soldats alliés. Le lycée Pasteur, situé à proximité, est transformé en hôpital provisoire et constitue le point de rattachement des ambulances,. Le 19 mars 1918, la France confère à l'Hôpital américain de Paris le statut d'établissement « d'utilité publique » en remerciement de sa participation à l'effort de guerre américain en France pendant le conflit.
Avec ses 24 lits d'origine, l'hôpital devient vite exigu. Grâce aux dons, un nouvel établissement de 120 lits est alors édifié dans la première moitié des années 1920, permettant ainsi de moderniser et d'améliorer les équipements médicaux. Dédié aux victimes et aux bénévoles de la Guerre, il est baptisé le « Memorial Building ». En décembre 1925, l'American College of Surgeons (ACS) accrédite officiellement l'Hôpital américain de Paris.
En septembre 1939, au début de la Seconde Guerre mondiale, l'hôpital met sur pied l'American Hospital Bénévole de Guerre Ambulance Transport  [sic], une ambulance civile opérant au profit du service de santé des armées. Sous l'impulsion de la golfeuse Simone Thion de La Chaume, l'ambulance est constituée avec 120 infirmières et trente conductrices. Le matériel roulant est constitué de douze voitures sanitaires Chevrolet JC, deux camions et deux voitures de liaison. L'ambulance effectue principalement des transferts de blessés français pendant la drôle de guerre puis de réfugiés, avant de participer aux évacuations de l'hôpital d'Étretat puis de celui de Neuilly. Entre le 26 septembre 1939 et août 1940, l'hôpital lui-même a soigné plusieurs milliers de blessés,.
À l’été 1940, l'hôpital se place sous la protection de la Croix-Rouge. Il devient un « centre d'hospitalisation pour blessés de guerre libérés soignant les prisonniers dans les camps ». Le 9 octobre, l'Hôpital américain de Paris est cité à l'ordre de l'armée et décoré de la Croix de guerre en reconnaissance des services rendus à la France pendant la bataille de France.

### Seconde partie duXXesiècle
Après la guerre, les crédits américains du plan Marshall (1949-1953) et les dons permettent à l'hôpital d'améliorer très nettement les conditions de travail des médecins. L'établissement bénéficie d'innovations telles que la création d'un département de pathologie, d'un laboratoire, d'un service de radiologie. 125 infirmières sont également recrutées. En 1954, la Joint Commission on Accreditation of Healthcare Organizations (en) (JCAHO) accrédite l'Hôpital américain de Paris qui est encore de nos jours le seul établissement civil hospitalier en dehors du territoire américain à pouvoir se réclamer d'une telle reconnaissance.
De 1960 à 1968 est construit le « pavillon Eisenhower », qui abrite 16 nouvelles chambres, des consultations et le service de médecine nucléaire. Le 30 mars 1976, la Fondation de l'Hôpital américain de Paris est créée selon le droit du district de Columbia, à Washington. Cet organisme de gestion et de collecte de fonds siège à New York.
En 1990 est créée la première cellule internationale, la cellule Japon, et un médecin japonais rejoint l'équipe de l'Hôpital.

### XXIesiècle
Au début du XXIe siècle (2001-2006), l'hôpital initie deux projets : la rénovation et l’agrandissement de la permanence médico-chirurgicale et du centre de check-up de l'Hôpital américain ; et la construction d'un nouveau bloc opératoire. De plus, le plateau technique de l'hôpital poursuit sa modernisation : acquisition d'une IRM, création d'un centre d'imagerie du sein dédié au diagnostic précoce du cancer du sein, renouvellement complet des équipements de la salle d'angio-coronarographie. En 2007, un centre de dialyse ouvre ses portes au sein de l'établissement qui inaugure également cette même année sa nouvelle maternité. En 2009, l'hôpital se dote d'un TEP TDM et d'un robot chirurgical Da Vinci SI grâce au soutien de ses donateurs.
L’hôpital s’agrandit encore en ouvrant en 2010, au cinquième et dernier étage de son bâtiment principal, un nouvel espace de quatorze chambres.
Le 15 février 2017, l'hôpital acquiert le Centre clinique de la Porte de Saint-Cloud (CCPSC) situé à Boulogne-Billancourt. Son offre de soins en cancérologie s'en trouve renforcée.

## Statut

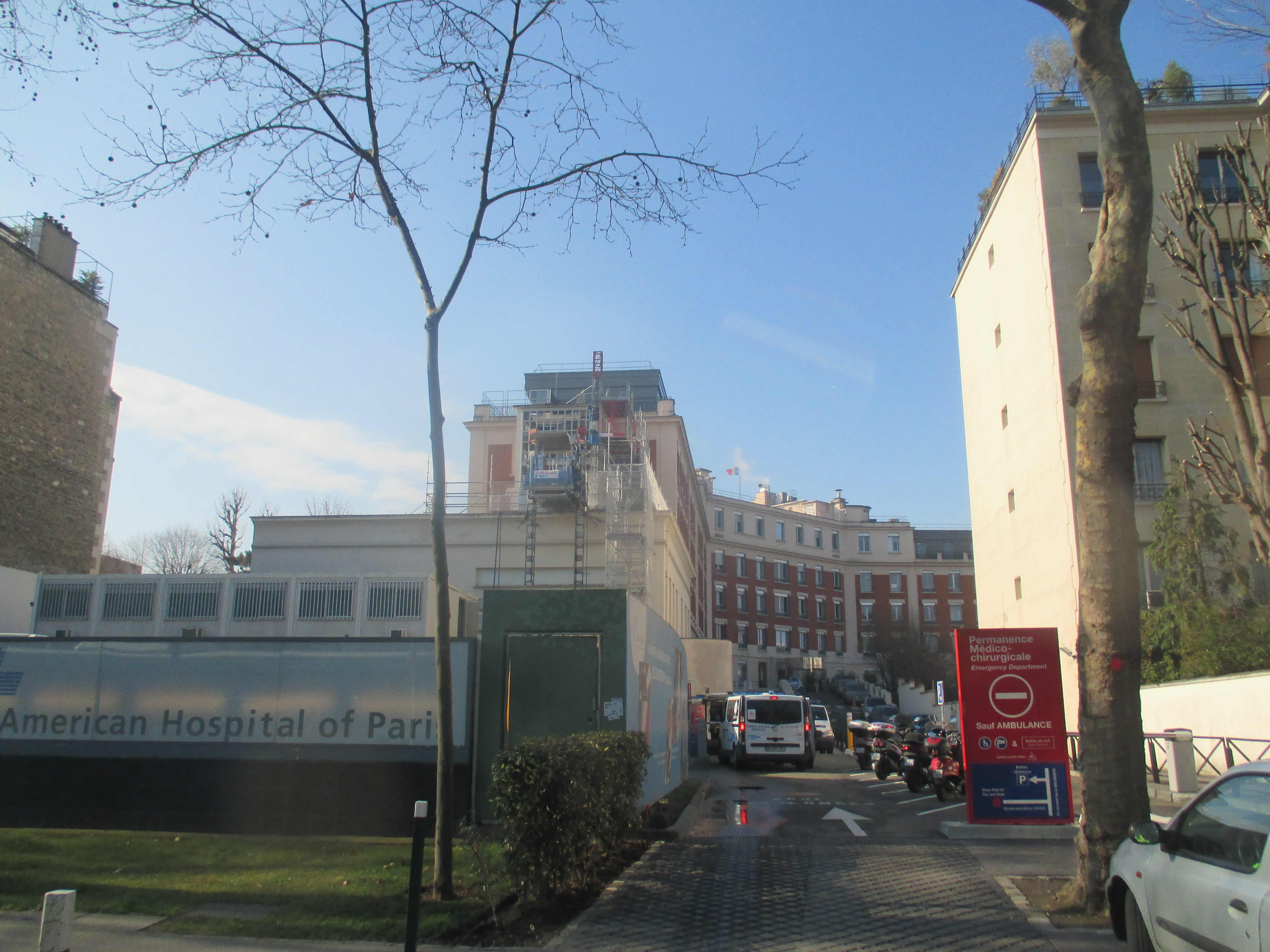
Ancienne entrée de l'hôpital, 63 boulevard Victor-Hugo, 92200 Neuilly-sur-Seine.

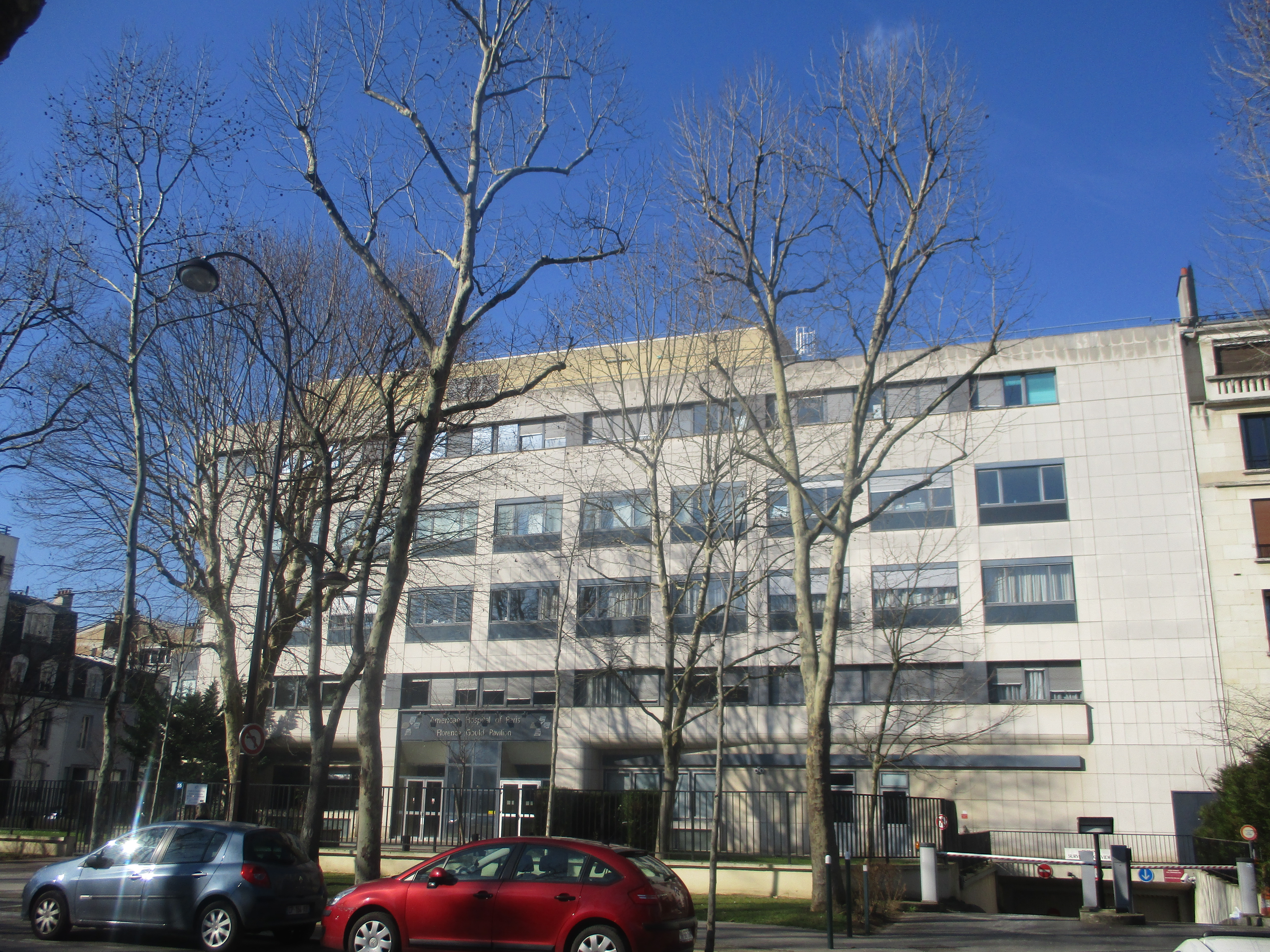
Annexe Florence-Gould.

Fondé comme un hôpital privé de bienfaisance, l'Hôpital américain de Paris n'est pas subventionné ni par l'État français ni par l'État américain. Il est financé en partie par des donateurs de plusieurs nationalités, et une société à but non-lucratif (« The American Hospital in Paris Foundation ») créée en 1976 qui a pour but l'assurance de la survie et épanouissement de l'hôpital. L'hôpital est agréé et non conventionné par la Sécurité sociale, mais les frais d'hospitalisation sont remboursables jusqu'à 80 % du montant qui serait remboursé par l'assurance maladie pour les frais d'un hôpital conventionné.
Il compte 161 lits de chirurgie, de médecine et d'obstétrique. Le corps médical compte environ 377 médecins et chirurgiens libéraux et couvre toutes les disciplines médicales et chirurgicales majeures. Il comporte une permanence médico-chirurgicale. Il publie depuis 1985 un bulletin d'information mensuel intitulé L'Américain (ISSN 1241-9699 depuis 1992, 0984-4104 auparavant).
L'hôpital américain de Paris est accrédité en France par la Haute Autorité de santé (HAS). Il est le seul établissement civil hospitalier à être accrédité en dehors du territoire des États-Unis par la Joint Commission, organisme indépendant qui certifie les meilleures institutions hospitalières aux États-Unis.

## Accès
Les accès se font notamment depuis les stations de métro de la ligne 1, Les Sablons et Pont de Neuilly, ou celles de la ligne 3, Anatole France et Pont de Levallois - Bécon.

## Personnalités liées à l'hôpital

### Médecins
- Bertrand Zadoc-Kahn (1901-1940), cardiologue français, médecin-chef.
- Mary M. Crawford (1884-1972), chirurgienne de l'hôpital durant la Première Guerre mondiale.